# Adam Air
Adam Air fue una aerolínea de bajo costo con sede en Yakarta, Indonesia, fue fundada en 2002 por Adam Adhitya Suherman, alcanzó a tener una flota de 22 aviones hasta que cesó operaciones en marzo del 2008 debido a la revocación de su permiso para volar por parte de las autoridades aeronáuticas del país. Su centro de operaciones estuvo ubicado en el Aeropuerto Internacional Soekarno-Hatta de Yakarta.
Tras el accidente del Vuelo 574 de Adam Air se declaró en bancarrota.

## Destinos
La compañía alcanzó a tener 22 destinos entre los cuales se encuentran:
- Balikpapan
- Banda Aceh
- Banjarmasin
- Denpasar
- Yakarta
- Jambi
- Lampung
- Medán
- Padang
- Palembang
- Pangkal Pinang
- Penang
- Bengkulu
- Surakarta
- Pekanbaru
- Pontianak
- Semarang
- Singapur
- Surabaya
- Makassar
- Yogyakarta

## Centros de Operación
Su principal centro de operaciones fue el Aeropuerto Internacional Soekarno-Hatta, con centros secundarios en los aeropuertos de Medán y Surabaya. Fundada en 2002, la empresa operó en el mercado low cost, low fare.

## Accidentes e incidentes
- El 1 de enero de 2007, una de sus naves desapareció del espacio aéreo, concretamente el vuelo 574.
- El 21 de febrero, el vuelo 172 de Adam Air sufrió grietas en el fuselaje al aterrizar en Surabaya.